# 東浦賀
東浦賀（ひがしうらが）は、神奈川県横須賀市の地名。現行行政地名は東浦賀一丁目から東浦賀二丁目。住居表示実施済区域。

## 地理
横須賀市の東部にある浦賀地区に属し、北と北西に浦賀、東に二葉、南東に鴨居と接している。

### 地価
住宅地の地価は、2023年（令和5年）1月1日の公示地価によれば、東浦賀2-33-4の地点で7万5500円/m2となっている。

## 世帯数と人口
2023年（令和5年）4月1日現在（横須賀市発表）の世帯数と人口は以下の通りである。
| 丁目         | 世帯数    | 人口    |
| ------------ | --------- | ------- |
| 東浦賀一丁目 | 544世帯   | 980人   |
| 東浦賀二丁目 | 523世帯   | 1,088人 |
| 計           | 1,067世帯 | 2,068人 |

### 人口の変遷
国勢調査による人口の推移。
| 年                 | 人口  |
| ------------------ | ----- |
| 2010年（平成22年） | 2,172 |
| 2015年（平成27年） | 2,155 |
| 2020年（令和2年）  | 2,082 |

### 世帯数の変遷
国勢調査による世帯数の推移。
| 年                 | 世帯数 |
| ------------------ | ------ |
| 2010年（平成22年） | 898    |
| 2015年（平成27年） | 951    |
| 2020年（令和2年）  | 983    |

## 学区
市立小・中学校に通う場合、学区は以下の通りとなる（2022年3月時点）。
| 丁目         | 番・番地等 | 小学校               | 中学校               |
| ------------ | ---------- | -------------------- | -------------------- |
| 東浦賀一丁目 | 全域       | 横須賀市立浦賀小学校 | 横須賀市立浦賀中学校 |
| 東浦賀二丁目 | 1〜23番    | 横須賀市立浦賀小学校 | 横須賀市立浦賀中学校 |
| 東浦賀二丁目 | 上記以外   | 横須賀市立鴨居小学校 | 横須賀市立鴨居中学校 |

## 事業所
2021年（令和3年）現在の経済センサス調査による事業所数と従業員数は以下の通りである。
| 丁目         | 事業所数 | 従業員数 |
| ------------ | -------- | -------- |
| 東浦賀一丁目 | 38事業所 | 212人    |
| 東浦賀二丁目 | 30事業所 | 108人    |
| 計           | 68事業所 | 320人    |

### 事業者数の変遷
経済センサスによる事業所数の推移。
| 年                 | 事業者数 |
| ------------------ | -------- |
| 2016年（平成28年） | 73       |
| 2021年（令和3年）  | 68       |

### 従業員数の変遷
経済センサスによる従業員数の推移。
| 年                 | 従業員数 |
| ------------------ | -------- |
| 2016年（平成28年） | 364      |
| 2021年（令和3年）  | 320      |

## 交通
- 神奈川県道209号観音崎環状線

## 施設
- 浦賀城跡
- 横須賀浦賀郵便局[12]
- 専福寺
- 顕正寺
- 叶神社
- 八雲神社

## その他

### 日本郵便
- 郵便番号 : 239-0821[2]（集配局 : 久里浜郵便局[13]）。